# Jism
Jism (wymawiaj:"dʒismə", tłumaczenie dosłowne: "Pragnienie", angielski tytuł: "Jism: The Dark Side of Desire" lub " Body") – bollywoodzki dramat filmowy z 2003 wyreżyserowany przez Amit Saxena z Bipasha Basu i  debiutantem John Abrahamem w rolach głównych.

## Obsada
| Aktor          | Rola            | Nagrody |
| -------------- | --------------- | --- |
| Bipasha Basu   | Sonia Khanna    | nominacja do Nagrody Filmfare za Najlepszą Rolę Negatywną, nagroda Bollywood Movie Award za najlepszą rolę negatywną |
| John Abraham   | Kabir Lal       | nominacja do Nagrody Filmfare za Najlepszy Debiut, nagroda Bollywood Movie Award za najlepszy debiut                 |
| Gulshan Grover | Rohit Khanna    | |
| Vinay Pathak   | DCP Siddharth   | |
| Ranvir Shorey  | Vishal          | |
| Anahita Oberoi | Priyanka Kapoor | |
| Gulshan Grover | Rohit Khanna    | |
| Vinay Pathak   | DCP Siddharth   | |
| Ranvir Shorey  | Vishal          | |
| Anahita Oberoi | Priyanka Kapoor | |

## Piosenki
1. "Jaadu Hai Nasha Hai (Female)" – Shreya Ghoshal – Nagroda Filmfare za Najlepszy Playback Męski
2. "Awaarapan Banjarapan (I)" – Kay Kay
3. "Shikayat Hai" – Roop Kumar Rathod
4. "Mere Khwabon Ka" – Udit Narayan
5. "Chalo Tumko Lekar Chale" – Shreya Ghoshal
6. "Awaarapan Banjarapan (II)" – M. M. Kreem
7. "Jaadu Hai Nasha Hai (Duet)" – Shreya Ghoshal, Shaan
8. "Awaarapan Banjarapan (Sad)" – M. M. Kreem

## Wyróżnienia
- Jism zaliczono przez Channel 4 do 100 filmów z najbardziej seksownymi scenami (na 92. miejscu)[1].